# 2-es vízibusz (Velence)
A velencei 2-es jelzésű vízibusz a San Zaccaria és a San Marco (nyáron Lido, Santa Maria Elisabetta) között közlekedik. A viszonylatot az ACTV üzemelteti.

## Története
Az eredeti 2-es vízibusz 1995-ig közlekedett. Érdekessége volt, hogy egyedüli járatként a Piazzale Roma és San Samuele megállók között a Rio Novo (egyes forrásokban és térképeken a neve Rio Nuovo) csatornán át közlekedett. A nyolcvanas évek végéig nyaranta csak a Lido, Santa Maria Elisabetta megállóig közlekedett, ezután hosszabbították meg a vonalat a Casinò végállomásig. A járat akkor szűnt meg, mikor a Rio Novot lezárták a vízibuszok közlekedése elől.
Ezzel a lépéssel a régi 5-ös és 8-as járatokkal összevonták a 2-es járatot, ekkor alakították ki az 52-es és a 82-es járatokat.
2008-ban a nyári menetrenddel 2-es jelzéssel új járatot indítottak, mely egyszerűen az egykori 82-es járat átszámozása lett. Ez a járat közlekedik ma is.
A 2008-as téli menetrendtől kezdve a járatok nagy része csak a Rialto megállóhelyig/-től közlekedett, ugyanakkor a San Marcuola megállóhelyet csak a délutáni járatok érintették 20 percenként. Mára ez annyiban változott, hogy telente a 8:00 óra előtti és 16:00 utáni járatok csak a Rialto megállóhelyig járnak, míg nyáron csak a reggeli és néhány esti járat közlekedik rövidített útvonalon.
A 2013-as téli menetrendtől kezdődően van egy 2/ jelű betétjárata is a Piazzale Roma és a Rialto között, mely a reggeli és délutáni órákban segít rá az alapjáratra.
A 2-es járat története (a dőlttel szedett megállókat a járatok csak a nyári menetrend szerint érintik):
| Időszak     | Járat- szám | Megállók |
| ----------- | ----------- | --- |
| 1978 – 1990 | 2           | Rialto – Ferrovia (Scalzi) – Piazzale Roma – San Samuele – Accademia – San Marco (Vallaresso) – San Zaccaria (Danieli) – Sant’Elena – Lido, Santa Maria Elisabetta |
| 1991 – 1995 | 2           | Rialto – Ferrovia (Scalzi) – Piazzale Roma – San Samuele – Accademia – San Marco (Vallaresso) – San Zaccaria (Danieli) – Sant’Elena – Lido, Santa Maria Elisabetta – Lido, Casinò |
| 1995 – 1996 | 82          | San Marco (Giardinetti) – Tronchetto – Piazzale Roma (Santa Lucia) – San Marcuola – Rialto – San Tomà – San Samuele – Accademia – San Marco (Giardinetti) – San Zaccaria (Danieli) – Giardini Biennale – Lido, Santa Maria Elisabetta |
| 1997 – 1998 | 82 rosso    | San Zaccharia (Iolanda) – San Giorgio – Zitelle – Redentore – Palanca – Sant’Eufemia – Zattere – San Basilio – Sacca Fisola – Tronchetto – Piazzale Roma – Ferrovia (Santa Lucia) – San Marcuola – Rialto – San Tomà – Accademia – San Marco (Giardinetti) – San Zaccaria (Danieli – Giardini – Sant’Elena – Lido, Santa Maria Elisabetta                                                         |
| 1997 – 1998 | 82 verde    | San Zaccharia (Iolanda) – San Giorgio – Zitelle – Redentore – Palanca – Sant’Eufemia – Zattere – San Basilio – Sacca Fisola – Santa Marta |
| 1997 – 1998 | 82/         | Tronchetto – Piazzale Roma – Ferrovia (Santa Lucia) – San Marcuola – Rialto |
| 1999 – 2007 | 82          | San Zaccharia (Jolanda) – San Giorgio – Zitelle – Redentore – Palanca – Zattere – San Basilio – Sacca Fisola – Tronchetto – Piazzale Roma (Santa Chiara) – Ferrovia (Scalzi) – San Marcuola – Rialto – San Tomà – San Samuele – Accademia – San Marco (Vallaresso) – San Zaccaria (Danieli) – Giardini – Lido, Santa Maria Elisabetta                                                             |
| 2008 – 2011 | 2           | San Zaccharia (Jolanda) – San Giorgio – Zitelle – Redentore – Palanca – Zattere – San Basilio – Sacca Fisola – Tronchetto – Tronchetto Mercato – Piazzale Roma (Santa Chiara) – Ferrovia (Scalzi) – San Marcuola – Rialto (Banca d'Italia) – San Tomà – San Samuele – Accademia – San Marco (Vallaresso) – San Zaccaria (Danieli) – Giardini – Lido, Santa Maria Elisabetta                       |
| 2011 – 2013 | 2           | San Zaccharia (Monumento Vittorio Emanuele) – San Giorgio – Zitelle – Redentore – Palanca – Zattere – San Basilio – Sacca Fisola – Tronchetto – Tronchetto (Mercato) – Piazzale Roma (Santa Chiara) – Ferrovia (Scalzi) – San Marcuola (Casinò) – Rialto – San Tomà – San Samuele – Accademia – San Marco (Giardinetti) – San Zaccaria (Danieli) – Giardini – Lido, Santa Maria Elisabetta        |
| 2013 – 2014 | 2           | San Zaccharia (Monumento Vittorio Emanuele) – San Giorgio – Zitelle – Redentore – Palanca – Zattere – San Basilio – Sacca Fisola – Tronchetto – Tronchetto (Mercato) – Piazzale Roma (Santa Chiara) – Ferrovia (Scalzi) – San Marcuola (Casinò) – Rialto – San Tomà – San Samuele – Accademia – San Marco (Giardinetti) – San Zaccaria (Danieli) – Giardini – Lido, Santa Maria Elisabetta        |
| 2013 – 2014 | 2/          | Piazzale Roma (Parisi) – Ferrovia (Scalzi) – Rialto |
| 2014 – ma   | 2           | San Zaccharia (Monumento Vittorio Emanuele) – San Giorgio – Zitelle – Redentore – Palanca – Zattere – San Basilio – Sacca Fisola – Tronchetto – Tronchetto Mercato – Piazzale Roma (Santa Chiara) – Ferrovia (Scalzi) – San Marcuola - Casinò – Rialto – San Tomà – San Samuele – Accademia – San Marco Vallaresso/Giardinetti – San Zaccaria (Danieli) – Giardini – Lido, Santa Maria Elisabetta |
| 2014 – ma   | 2/          | Piazzale Roma (Santa Chiara) – Ferrovia (Scalzi) – Rialto |

## Megállóhelyei
| sz. | idő (perc) | megállóhely neve                                       | sz. | idő (perc) | átszállási kapcsolatok                                                                                          | látnivalók                                                                                        |
| --- | ---------- | ------------------------------------------------------ | --- | ---------- | --- | ------------------------------------------------------------------------------------------------- |
| 0   | 0          | San Marco – San Zaccaria (Monumento Vittorio Emanuele) | 20  | 89         | 1, 4.1, 4.2, 5.1, 5.2, 7, 14, 15, 19, 20, N, Alilaguna B                                                        | Szent Márk tér, Dózse-palota, San Zaccaria                                                        |
| 1   | 3          | San Giorgio                                            | 19  | 86         | N | San Giorgio                                                                                       |
| 2   | 6          | Zitelle                                                | 18  | 83         | 4.1, 4.2, 8, N, Alilaguna R                                                                                     | Le Zitelle                                                                                        |
| 3   | 9          | Redentore                                              | 17  | 80         | 4.1, 4.2, 8, N                                                                                                  | Il Redentore                                                                                      |
| 4   | 11         | Giudecca-Palanca                                       | 16  | 78         | 4.1, 4.2, 8, N                                                                                                  |                                                                                                   |
| 5   | 15         | Zattere                                                | 15  | 74         | 5.1, 5.2, 6, 8, 10, N, Alilaguna B, Alilaguna V, Carnevale all’Arsenale, Circolare LineafusinA / 16, Pantallone | Zattere, Gesuati, Santa Maria della Visitazione                                                   |
| 6   | 17         | San Basilio                                            | 14  | 72         | 5.1, 5.2, 8, N                                                                                                  | (nemzetközi kikötő), San Basilio                                                                  |
| 7   | 20         | Sacca Fisola                                           | 13  | 69         | 4.1, 4.2, 8, N                                                                                                  |                                                                                                   |
| 8   | 28         | Tronchetto                                             | 12  | 61         | N, Arlecchino, Brighella, Carnevale all’Arsenale, Pantallone                                                    |                                                                                                   |
| 9   | 30         | Tronchetto Mercato                                     | 11  | 59         | N, Arlecchino, Brighella, Pantallone                                                                            |                                                                                                   |
| 10  | 38         | Piazzale Roma (Santa Chiara)                           | 10  | 51         | 1, 3, 4.1, 4.2, 5.1, 5.2, 6, N, Arlecchino, Brighella, Pantallone, mestrei buszok, People Mover di Venezia      |                                                                                                   |
| 11  | 42         | Ferrovia (Scalzi)                                      | 9   | 47         | 1, 3, 4.1, 4.2, 5.1, 5.2, N, Arlecchino, Brighella, Pantallone, Olasz Államvasutak                              | Scalzi                                                                                            |
| 12  | 47         | San Marcuola – Casinò                                  | 8   | 42         | 1, N | Casinò, San Marcuola, Palazzo Corner-Contarini                                                    |
| 13  | 54         | Rialto                                                 | 7   | 35         | 1, N, Alilaguna A, Arlecchino, Pantallone                                                                       | Rialto, Fondaco dei Tedeschi                                                                      |
| 14  | 59         | San Tomà                                               | 6   | 30         | 1, N | San Tomà, Palazzo Persico                                                                         |
| 15  | 63         | San Samuele                                            | 5   | 26         | N, Arlecchino, Pantallone                                                                                       | San Samuele, Palazzo Grassi                                                                       |
| 16  | 67         | Accademia                                              | 4   | 22         | 1, N, Arlecchino, Pantallone                                                                                    | Accademia, Palazzo Contarini Zaffo, Palazzo degli Scrigni, Palazzo Cini, Palazzo Venier dei Leoni |
| 17  | 72         | San Marco Vallaresso↓ / Giardinetti↑                   | 3   | 17         | 1, 10, N, Alilaguna A, Alilaguna B, Alilaguna R, Alilaguna V, Arlecchino, Brighella, Pantallone                 | Szent Márk tér, Dózsepalota, Harry's Bar, Palazzo Giustinian, Palazzo Tiepolo                     |
| 18  | 77         | San Marco – San Zaccaria (Danieli)                     | 2   | 12         | 1, 4.1, 4.2, 5.1, 5.2, 7, 14, 15, 19, 20, N, Alilaguna B, Brighella, Carnevale all’Arsenale, Colombina          | Szent Márk tér, Dózse-palota, San Zaccaria                                                        |
| 19  | 83         | Giardini                                               | 1   | 6          | 1, 4.1, 4.2, 5.1, 5.2, 6, 8, N                                                                                  | Giardini Biennale                                                                                 |
| 20  | 89         | Lido, Santa Maria Elisabetta                           | 0   | 0          | 1, 5.1, 5.2, 6, 8, 10, 14, 18, N, Alilaguna B, Alilaguna R, Alilaguna V; Lido buszok: 11, A, B, C, N, V         | Santa Maria Elisabetta                                                                            |

Megjegyzés: A dőlttel szedett járatszámok időszakos (nyári) járatokat jelölnek.

### A2/jelű betétjárat
A Piazzale Roma és a Rialto között közlekedik, rásegítő betétjáratként. Télen munkanapokon reggel 7:00 és 10:30, majd 12:20 és 14:30, valamint 16:00 és 18:00 között indulnak, nyaranta naponta reggel 7 és este 8 óra között közlekedik óránként ötszöri indulással. Minden második járat a Ferrovia állomástól indul.